# جيمي تومسون (لاعب كرة قدم بريطاني)
جيمي تومسون (بالإنجليزية: Jimmy Thomson)‏ (10 أبريل 1937 - 4 أغسطس 2012) هو مدرب كرة قدم ولاعب كرة قدم بريطاني في مركز نصف الجناح. لعب مع دونفرملين أثلتيك وريث روفرز ونادي سانت ميرين.

## وصلات خارجية
- جيمي تومسون على موقع قاعدة بيانات كرة القدم.إي يو (الإنجليزية)